# Gélon (ville)
 (octobre 2021).
Pour l’article homonyme, voir Gélon.
Gelón ( ouzbek : Gelon / Гелон ) - est un établissement de type urbain dans le district de Shakhrisabz de la région de Kashkadarya de la République d'Ouzbékistan,.
Le kishlak a été fondé en 1305. Les habitants du village conservent encore d'anciennes coutumes et mode de vie. Jusqu'à la mi - 2018, les touristes étrangers ne pouvaient pas visiter ce village en raison du régime frontalier spécial.

## Géographie
Gelon est situé dans la partie sud de l'Ouzbékistan dans le bassin de Kashkadarya, sur le versant ouest des montagnes Pamir-Alai.
Le territoire est situé à la frontière de l'Ouzbékistan et du Tadjikistan, à 80 kilomètres de Shakhrisabz. Le kishlak est entouré de toutes parts par de hautes montagnes, atteignant une altitude de plus de 4 000 mètres à l'est. C'est l'un des villages de montagne les plus hauts d'Ouzbékistan. Il n'est pas facile de s'y rendre le long d'un chemin de terre de montagne difficile mais pittoresque avec de nombreuses serpentines,.

## Climat
Le climat est continental, sec, et à certains endroits subtropical.

## Population
La population du village est de 5 834 personnes (2019).
Composition ethnique : Tadjiks - 5 831 personnes, Ouzbeks - 3 personnes. (au 12 décembre 2019 ).

## Curiosités
Il y a une montagne près du village, qui porte le nom de "Hazrati Sultan", ainsi que "Hisorak Suv Ombori", qui est un endroit populaire parmi les touristes.